# Andrzej Celiński
Andrzej Bohdan Celiński (né le 26 février 1950 à Varsovie) est un homme politique polonais de centre gauche, militant de l’opposition démocratique dans les années 1970 et 1980 (KOR, Solidarność), interné durant l'état de siège en 1982, sénateur de 1989 à 1993, député à la diète de 1993 à 1997, de 2001 à 2005 et de 2007 à 2011.
Il fut ministre de la Culture de 2001 à 2002 dans le gouvernement de gauche présidé par Leszek Miller.
Il est du 21 janvier 2012 au 27 novembre 2015 président du parti démocrate (Partia Demokratyczna - demokraci.pl). Battu lors des élections sénatoriales de 2015, il démissionne de ses fonctions à la tête du parti, où sa vice-présidente Elżbieta Bińczycka. lui succède.
Il est titulaire de plusieurs décorations polonaises et étrangères, notamment l'Ordre Polonia Restituta.

## Biographie
Il est le fils de Zofia Celińska et le neveu de Jan Józef Lipski.